# Willem Alexanderschool
De Willem Alexanderschool is een gemeentelijk monument aan de Beetzlaan 48 op de hoek met de Nachtegaalweg in Soest in de provincie Utrecht.
In 1923 werd een vijfklassige school gebouwd door gemeentelijk architect Van Vliet. De school bestaat uit twee haaks op elkaar staande vleugels, de inpandige portiek bevindt zich in het midden waar de twee vleugels aan elkaar zijn gebouwd. In 1974 werd de vleugel aan de Beetzlaan verlengd om onderdak te kunnen bieden aan de kleuterschool.
Aan de voorzijde bevindt zich een tuin, achter het gebouw is de speelplaats.